# ミス・ユニバース1988
ミス・ユニバース1988（Miss Universe 1988、第37回ミス・ユニバース世界大会）は、1988年5月24日に国華航空の提供により台湾の台北市の林口体育館で開催された。タイのポーンティップ・ナキランカノークが優勝し、チリのセシリア・ボロッコから栄冠を授けられた。この年は66か国の代表が競った。日本の坂口美津穂は第4位に入賞し、1975年の中山幸子以来13年ぶりの入賞、1970年の島田純以来18年ぶりの上位入賞となった。またベスト・ナショナル・コスチューム部門でもタイ、USAに次いで3位に入った。

## 最終結果

### 入賞者
| 最終結果             | 参加者 |
| -------------------- | --- |
| ミス・ユニバース1988 | - タイ – ポーンティップ・ナキランカノーク（Porntip Nakhirunkanok） |
| 第2位                | - 韓国 – チャン・ユンジョン（Jang Yoon-jeong） |
| 第3位                | - メキシコ – アマンダ・オリバレス（Amanda Olivares） |
| 第4位                | - 日本 – 坂口美津穂（Mizuho Sakaguchi） |
| 第5位                | - 香港 – ポーリン・ヨン（Pauline Yeung） |
| トップ10             | - コロンビア – ディアナ・アレバロ - ドミニカ共和国 – パトリシア・ヒメネス - ノルウェー – ベンテ・ブルンラント - アメリカ – コートニー・ギブズ - ベネズエラ – ヤジャイラ・ベラ |

### 特別賞
- グアム - ミス・アミティー（リザ・マリア・カマチョ）
- イングランド - ミス・フォトジェニック（トレイシー・ウィリアムズ）
- タイ - ベスト・ナショナル・コスチューム（ポーンティップ・ナキランカノーク)

## 開催都市
ボブ・バーカーが1988年大会も司会をしたいと表明した後、フィンランドのヘルシンキが開催都市に選ばれた。1988年1月3日、ヘルシンキのライモ・イラスキヴィ市長は批判問題のため、同市で1988年大会を開催しないと表明した。ヘルシンキが1988年大会を返上した翌日の1月4日、台北市の許水徳市長は同大会を台北で開催すると表明した。